# Alluaudomyia verecunda
Alluaudomyia verecunda är en tvåvingeart som beskrevs av Debenham 1971. Alluaudomyia verecunda ingår i släktet Alluaudomyia och familjen svidknott. Inga underarter finns listade i Catalogue of Life.